# مولویبازار-۱
مولویبازار-۱ (به لاتین: Moulvibazar-1) یک منطقهٔ مسکونی در بنگلادش است که در ناحیه مولوی‌بازار واقع شده‌است.